# ラミニン
ラミニン（英: laminin）は、細胞外マトリックスの基底膜を構成する巨大なタンパク質である。多細胞体制・組織構築とその維持、細胞接着、細胞移動、細胞増殖を促進し、がん細胞と関係が深い。胚発生の初期（2細胞期）に発現する。

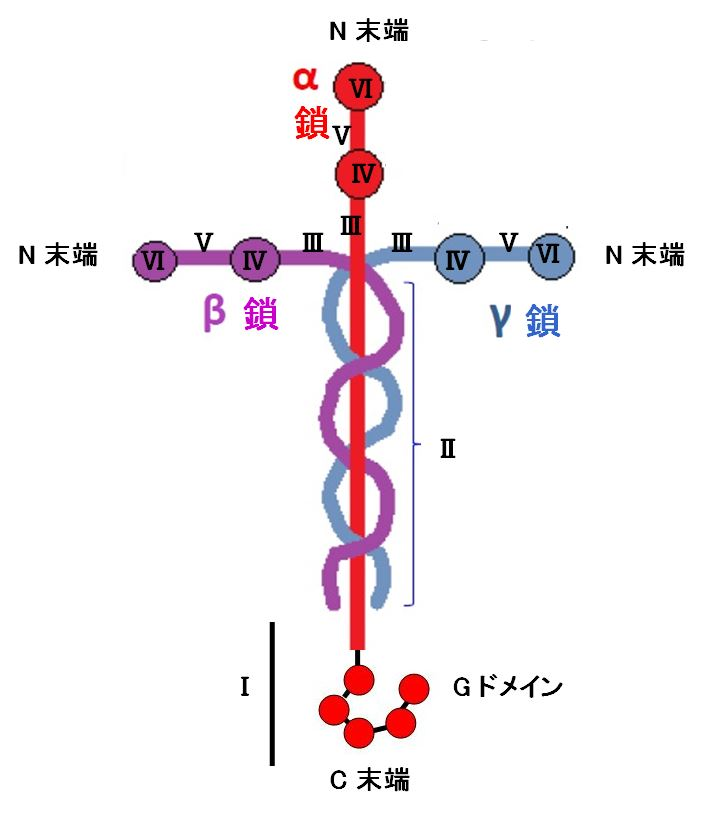
図1. ラミニンのドメイン構造。ローマ数字はドメイン番号

## 発見
基底膜の構成分子は、今では、IV型コラーゲン、プロテオグリカン、ラミニンが3大構成分子であることがわかっているが、歴史的にみると、なかなかわからなかった。というのは、形態学的な手法（光学顕微鏡と電子顕微鏡）で、基底膜の存在は確認されていたが、組織中の含有量が少なく、酵素活性の指標もなく、薄膜のため形状を指標に精製することが難しかったのである。そのため、生化学的に分析できるほどの量を単離精製することができなかった。
1977年、米国・NIHの国立歯科・頭蓋顔面研究所のジョージ・マーチン（G. R. Martin）らが端緒をつかんだ。マウス皮下に移植可能なEHS肉腫（イーエイチエスと読む。Engelbreth-Holm-Swarm sarcoma）が、大量に基底膜成分を合成する珍しい肉腫であることを見つけたのだ。マウス1匹あたり、湿重量で5～15gのEHS肉腫が得られる。後でわかることだが、ラミニン精製のためなら、凍結保存もできた。
1979年、ドイツのマックス・プランク生化学研究所のルパート・ティンプル（Rupert Timpl ）は、マーチンと共同で、このEHS肉腫から新しいタンパク質を精製し、基底膜の1つの層・ベーサルラミナ (basal lamina、基底板) の「lamina」にちなみ、ラミニン（laminin）と命名した。
なお、基底膜(basement membrane)という名称は、英語圏で定義が少し混乱している。それで、ウィキペディア日本語版でも混乱している。ここでは、英語版ウィキペディアの「basement membrane」の「基底膜は、ベーサル・ラミナ（基底板）とレティキュラ・ラミナ（線維細網板）の2層からなる」を採用する。レティキュラ・ラミナの成分は主にI型やV型コラーゲンである。
ベーサル・ラミナ（基底板）は、さらに、電子顕微鏡で観察される透明板(lamina lucida、ラミナ・ルシダ)と、緻密板（lamina densa、ラミナ・デンサ）の2層からできていて、ラミニンは透明板の領域に存在すると推定される。なお、IV型コラーゲンとプロテオグリカンは緻密板の領域に存在すると推定される。

## 構造

### ヘテロ三量体構造
図1に示すように、ラミニンはα鎖、β鎖、γ鎖をそれぞれ1本ずつ持つヘテロ三量体構造をとる。ラミニン‐111（マウスEHS肉腫由来のラミニン）は、分子量440kDaのα1鎖、220kDaのβ1鎖、205kDaのγ1鎖の3つのポリペプチド鎖がS-S結合（ジスルフィド結合）で1:1:1に会合した巨大な糖タンパク質である。約15％の糖、約30％のαヘリックス、約15％のβシートを含む。

### 十字形モデル
1981年、スイスのユーゲン・エンゲル(Jürgen Engel)が、単一のラミニン分子を電子顕微鏡で初めて観察した。その形が非対称の「十字形」に見えた（1本の長い腕が77nm、3本の短い腕が37nm）ので、「ラミニンの十字形モデル」を提唱した。

### cDNA塩基配列
1987年、米国・NIHの国立歯科・頭蓋顔面研究所の山田吉彦（ヨシ・ヤマダ）らが組換えDNA技術をもちいてラミニンβ鎖とγ鎖のcDNA塩基配列を解明し、タンパク質の一次構造を決定した。翌1988年にα鎖のcDNA塩基配列も解明し、現在のラミニン-111の全一次構造を決定した。

## 細胞接着活性
1980年、フィブロネクチンで研究されたのと全く同じ手法で、マーチンはラミニンに細胞接着活性を見出した。興味深いことに、フィブロネクチンが線維芽細胞を接着するのと対照的に、ラミニンは上皮細胞と神経細胞を接着した。これは後に、細胞側のレセプターが解析されるにつれ、どの細胞がどのレセプターを発現しているかの問題になり、上記の例外もたくさん見つかり、「フィブロネクチンが線維芽細胞で、ラミニンは上皮細胞と神経細胞」という類型化は意味をなさなくなった。
しかし、ラミニンは、フィブロネクチンに次ぐ2番目の細胞接着分子として意識され、フィブロネクチンの研究に有効だった考え方と実験手法が多用された。タンパク質分解酵素によるラミニン断片の細胞接着活性の検討、cDNA塩基配列決定と細胞接着モチーフ分析、有機合成ペプチドによる活性検定などである。お蔭で、ラミニンの細胞接着活性部位は急速に解明されていった。
驚いたことに、ラミニンには細胞接着部位が数カ所あった。以下、いくつかの細胞接着配列をアミノ酸1文字表記で示す。なお、これらの合成ペプチドは、細胞接着活性が弱いという難点がある。
- YIGSR：最も有名になった配列で、β鎖のドメインIIIにある。アミノ酸番号929～933に当たるYIGSR（Tyr-Ile-Gly-Ser-Arg、チロシン‐イソロイシン‐グリシン‐セリン‐アルギニン）である。
- PDSGR：β鎖のドメインIIIにある。
- RYVVLPR：β鎖のドメインIIIにある。
- LRE：β鎖のドメインIにある。
- IKVAV：α鎖のドメインIにある。
- RNIAEIIKDI：γ鎖のドメインIにある。
- RGD：フィブロネクチンで発見されたRGDモチーフもラミニンα鎖のドメインIIIに見つかった。ただし、ラミニンでは通常は分子内にあり、ラミニンが変性するか分解しないと、細胞接着に機能しない。

なお、野水基義（のみず もとよし）はペプチド合成を網羅的に行い、上記を含めた計22個の細胞接着活性配列を見つけている。

## ラミニン結合分子
ラミニン結合分子は、一緒に細胞外マトリックスを形成する「細胞外マトリックス分子」、細胞表面の「ラミニン・レセプター」、に2大別できる。

### 1.細胞外マトリックス分子
結合する細胞外マトリックス分子とラミニン側の結合部位を示す。
- ラミニン：自己会合する。β鎖のドメインV、γ鎖のドメインV
- αジストログリカン（α-dystroglycan、クレイニン cranin）：α鎖のドメインIのGドメイン
- ヘパラン硫酸（heparan sulfates）、ヘパリン
- 硫酸化糖脂質（sulfated glycolipids）：β鎖のドメインVI、γ鎖のドメインVI
- IV型コラーゲン（type IV collagen）
- パールカン（perlecan）
- アグリン（agrin）
- ナイドジェン（nidogen）：α鎖のドメインIII

### 2. ラミニン・レセプター
ラミニン・レセプターは、「インテグリン」、「非インテグリン」、に2大別できる。

#### 2-1.インテグリン
ラミニンは、フィブロネクチンに次ぐ2番目の細胞接着分子として意識されたので、フィブロネクチンと同じように細胞表面のレセプター探しが行なわれた。フィブロネクチン・レセプターと類似のインテグリンがラミニン・レセプターとして発見された。2013年8月現在、以下の11種の インテグリンがラミニン・レセプターである。
α1β1、α2β1、α2β2、α3β1、α6β1、α6β4、α7β1、α9β1、αvβ3、αvβ5、αvβ8

#### 2-2.非インテグリン
インテグリンではないラミニン・レセプターも見つかってきた。
- 37/67kDaラミニンレセプター(LPR/LR)（LamR）・・・67kDaラミニンレセプター(67-LR、67LR)が最初発見された[12]。その後、67-LRのcDNA塩基配列が解明されると、295アミノ酸からなる37kDaのタンパク質が前駆体だとわかる。37kDaを37-LRP（Pは前駆体・precursorのP）と呼び、37/67 kDaラミニンレセプターと扱われる。活性部位はアミノ酸番号161-180番の20アミノ酸からなるペプチド・IPCNNKGAHSVGLMWWMLARで、ペプチドGと命名された[13]。
- クレイニン（αジストログリカン）・・・1987年に120kDaのラミニンレセプターが発見され、cranin（クレイニン）と命名された[14]。1995年、それまで別に思われていたジストログリカン（dystroglycan）と同じ分子だと判明した[15]。
- アスパルタクチン（カルセクエストリン）（現在否定的）・・・1988年、ラミニンに結合する67kDaのタンパク質が発見され、ラミニンレセプターとして、アスパルタクチン（aspartactin）と命名された。1990年、アスパルタクチンは、筋細胞の細胞内のタンパク質・カルセクエストリン（calsequestrin）と同一分子であると報告された。細胞内に存在していてはレセプター機能を発揮できない。そして、1991年、アスパルタクチンはラミニンレセプターではないとされた[16]。
- 他・・・他にもいくつかの分子がラミニンレセプターとして報告されている。

## ドメイン構造
図1のラミニンモデルを参照しながら以下を読むことを勧める。タンパク質は、通常、N末端側からC末端側に説明するが、ここでは、ローマ数字のIからVIに進める。つまり、C末端側から進める。

### ドメインI（含・Gドメイン）
α鎖のC末端側のドメインで、遺伝子で書くとLAMA1; LAMA2; LAMA3; LAMA4; LAMA5が持っている。
特に重要なのは、Gドメイン(globular domain）である。Gドメインはラミニンの細胞作用に重要なドメインで、細胞接着、細胞移動、細胞内シグナル伝達、細胞分化に機能している。α鎖のC末端近くにあり、5回繰返し構造を持つ（LG 1、LG 2、・・・LG 5）。ヘパリン結合部位、細胞接着部位がある。
Gドメインの二次構造はペントラキシン（pentraxin）に類似している
5つのGドメインの内、LG 4とLG 5だけが、ヘパリン、硫酸化糖脂質、αジストログリカンに結合する。

### ドメインII
αヘリックスのコイルドコイルを持ち、ラミニンが基底膜を形成したときの空間を維持する役目がある。

### ドメインIII(＝EGF様ドメイン)
ドメインIIIはグリシンとシステインが多いので、ペプチド鎖の折れ曲がりが多い。8個のシステインを持つ約60アミノ酸の繰り返し構造がある。この繰り返し構造のアミノ酸配列は、EGFやトランスフォーミング増殖因子αに類似しているので、EGF様ドメインとも呼ばれる 。または、「ラミニンタイプのEGF様」（laminin-type EGF-like）ドメインとも呼ばれる（LE）。この「ラミニンタイプのEGF様」ドメインは、ラミニンによってコピー数が3から22と多様である。マウスのラミニンγ1は7番目の「ラミニンタイプのEGF様」ドメインだけがナイドジェン（nidogen）に結合する 。
ドメインIIIは全部のラミニンα鎖、β鎖、γ鎖に存在するだけでなく、他のタンパク質にも類似配列が見つかっている。遺伝子で書くと、それらは、AGRIN; ATRN; ATRNL1; CELSR1; CELSR2; CELSR3; CRELD1; HSPG2;  MEGF10; MEGF12; MEGF6; MEGF8; MEGF9; NSR1; NTN1; NTN2L; NTN4; NTNG1; NTNG2; RESDA1; SCARF1; SCARF2; SREC; STAB1; USH2Aである。

### ドメインIV (＝Bドメイン)
Bドメイン (＝ドメインIV) は、短鎖ラミンのα4以外のα鎖とすべてのγ鎖のラミニンに存在するが、β3にも存在しない。機能は不明である。他の分子であるヘパラン硫酸プロテオグリカン（HSPG2）、線虫ラミニンにも存在する。

### ドメインV(＝EGF様ドメイン)
ドメインIIIと同じである。

### ドメインVI
ドメインVIは、N末端近くにあるドメインで、LNドメインとも呼ばれる。ラミニンが細胞外マトリックスを構築する時、他分子との会合も必要だが、自己会合も必要で、ドメインVIが自己会合ドメインである。。
α2のドメインVIが遺伝的に欠損した疾患・筋ジストロフィーが見つかっている。
ドメインVIは、α3A、α4、γ2 以外のラミンにも存在する。つまり、LAMA1; LAMA2; LAMA3; LAMA5; LAMB1; LAMB2; LAMB3; LAMB4; LAMC1; LAMC3がもっている。細胞外マトリックスにある別のタンパク質・ネトリン（netrins）もこのドメインVI構造を持っている。つまり、NTN1; NTN2L; NTN4; NTNG1; NTNG2; USH2Aがもっている。

## ラミニン・ファミリーの発見と命名
1987年まで、マウスEHS肉腫由来のラミニンだけが、ラミニンとして研究されていた。
1988年、ところが、ラミニン分子のα鎖, β鎖, γ鎖のcDNA塩基配列によく似た新しいタンパク質が、シュワン細胞、横紋筋、トロホブラストの基底膜に見つかった。タンパク質はメローシン（merosin）と命名された。
1989年、ラットの神経筋接合部のシナプス間隙にラミニンによく似た新しいタンパク質が発見され、synaptic（シナプスの）の頭文字をとって、s-ラミニン（s-laminin）と命名された。その後、いくつかのラミニン類似タンパク質が発見され、名称が複雑になり、混乱気味になってきた。
1994年、世界中の主要なラミニン研究者が相談し、ラミニンの新しい名称として、サブユニットα, β, γのあとに数字をつけ、ラミニンの名称を統一的に分類した。例えば、今まで述べてきたEHS肉腫由来のラミニンはラミニン‐1で、構成サブユニットはα1、β1、γ1である。
ラミニンはα鎖が5種、β鎖が3種、γ鎖が3種、見つかった。従って、理論的な組み合わせの最大数は、5×3×3＝45で、45種類のラミニン分子が可能である。しかし、α鎖、β鎖、γ鎖のすべての組み合わせが見つかっているわけではない。2013年8月現在、17種類（19種類？）のラミニン分子が見つかっている。なお、多様性を正確に書くと、α2鎖, α3鎖, γ3鎖には選択的スプライシングが起こるので、多様性は17種類（19種類）以上、存在する。
しかし、問題が2つあった。ラミニン‐1の構成サブユニットはα1、β1、γ1だと理解しても、では、「ラミニン－15は？」と聞かれると、多くの研究者は覚えていないので、不便である。また、本質的な問題として、ラミニン－15の次に発見される新しいラミニンは、順番ではラミニン－16になるが、サブユニット構成と対応しないので、統一性に欠ける。年数と共に、この不統一性は増える。
2005年、それで、さらに改良型の命名法が提案された。ラミニン‐1はα1、β1、γ1だから、「ラミニン-111」としよう。ラミニン-15はα5、β2、γ3だから、「ラミニン-523」としよう。こう命名すれば、サブユニットと対応がつく。また、仮にα1、β2、γ3のラミニンが見つかって、それをラミニン－16にしないで、ラミニン-123とすれば、順番を変えなくても統一性が保てる。旧名称ならラミニン－16、ラミニン－17と命名されたと思われるラミニン（ラミニン-212/222とラミニン-522）も、すでに、2つ見つかっている。

## ラミニン・ファミリーの一覧
ラミニンはα鎖が5種、β鎖が3種、γ鎖が3種、で17種類（19種類？）の組み合わせが見つかっている。ラミニンの機能、分布はその種類により異なる。
ラミニンの英語版ウィキペディア・lamininでは、5種のα鎖、4種のβ鎖、3種のγ鎖のそれぞれに項目が立てられている（2013年8月現在、β4は遺伝子のみ確認）。ウィキペディア日本語版もそれに対応したので、各論は、以下の各項目を参照されたい。
- 5種のα鎖: LAMA1、 LAMA2、 LAMA3、 LAMA4、 LAMA5
- 4種のβ鎖: LAMB1、 LAMB2、 LAMB3、 LAMB4
- 3種のγ鎖: LAMC1、 LAMC2、 LAMC3

ここでは、ラミニン・ファミリー全体の一覧を以下の表に示す。現名称につけたハイフン・「‐」はなくてもよい。例えば、「ラミニン-111」は「ラミニン111」でもよい。
| 旧名称      | 旧旧名称                   | サブニット    | 現名称           | 作用                                                                                               |
| ----------- | -------------------------- | ------------- | ---------------- | -------------------------------------------------------------------------------------------------- |
| ラミニン 1  | EHSラミニン                | α1β1γ1        | ラミニン-111     | 神経突起促進、細胞移動、乳腺細胞のミルク合成促進、アセチルコリンレセプター会合、神経筋結合部位形   |
| ラミニン 2  | メローシン                 | α2β1γ1        | ラミニン-211     | 神経突起促進、神経筋結合部位形成                                                                   |
| ラミニン 3  | s-ラミニン                 | α1β2γ1        | ラミニン-121     | 神経筋接合部のシナプス                                                                             |
| ラミニン 4  | s-メローシン               | α2β2γ1        | ラミニン-221     | 筋原接合部、トロホブラスト                                                                         |
| ラミニン 5  | カリニン、エピリグリン、他 | α3β3γ2        | ラミニン-332     | 表皮水疱症、上皮細胞接着、細胞移動促進、ヘミデスモソーム形成、皮膚再生、ギャップジャンクション形成 |
| ラミニン 6A | k-ラミニン                 | α3Aβ1γ1       | ラミニン-3A11    | 上皮                                                                                               |
| ラミニン 7A | ks-ラミニン                | α3Aβ2γ1       | ラミニン-3A21    | |
| ラミニン 8  |                            | α4β1γ1        | ラミニン-411     | 脈絡叢の毛細血管基底膜                                                                             |
| ラミニン 9  |                            | α4β2γ1        | ラミニン-421     | |
| ラミニン 10 |                            | α5β1γ1        | ラミニン-511     | 脈絡叢上皮基底膜                                                                                   |
| ラミニン 11 |                            | α5β2γ1        | ラミニン-521     | シュワン細胞                                                                                       |
| ラミニン 12 |                            | α2β1γ3        | ラミニン-213     | |
| ラミニン 14 |                            | α4β2γ3        | ラミニン-423     | |
| ラミニン 15 |                            | α5β2γ3        | ラミニン-523     | |
|             |                            | α2β1γ2/α2β2γ2 | ラミニン-212/222 | |
|             |                            | α5β2γ2        | ラミニン-522     | |

## 遺伝子ノックアウト
特定のラミニン遺伝子を人為的に欠損（ノックアウト）させたマウスを作り、そのマウスの症状を以下の表に示した。表に示すように、ラミニン遺伝子をノックアウトしても、死に至らない場合、生体内で機能していないのではなく、他のラミニンや接着分子が代用している場合もある。
表の「死生」欄の略号は、「E：発生途中の死亡と死亡日、P:誕生前後に死亡、V:生存」を示す。
|    | 死生               | 症状                                                           |
| -- | ------------------ | -------------------------------------------------------------- |
| α1 | E7                 | 基底膜欠損                                                     |
| α2 | V                  | 筋ジストロフィー                                               |
| α3 | P                  | 皮膚の水泡                                                     |
| α4 | V                  | 胚出血、新生児出血、運動障害                                   |
| α5 | E16.5              | 外脳症、手または足の合指症、胎盤異常                           |
| β1 | E5.5               | 基底膜形成不全                                                 |
| β2 | V、生後3週間で死   | 先天性ネフローゼ症候群、ピアソン症候群                         |
| β3 | V                  | 接合部型表皮水疱症（JEB）                                      |
| β4 | 未報告？           |                                                                |
| γ1 | P                  | 内胚葉形成不全、基底膜形成不全、運動障害、シュワン細胞分化不全 |
| γ2 | P、生後5日以内に死 | ヘミデスモソーム発達不全、皮膚の水泡                           |
| γ3 | V                  | 正常寿命。少ない異常。網膜外の毛細血管増加                     |

## ラミニンの機能・作用

### ラミニンの基底膜形成
ラミニンが基底膜をどのように形作るのだろうか？　その仕組みが徐々に解明されてきた。

### がんとラミニン
YIGSRペプチドががんの転移を防ぐ。YIGSRを参照のこと。YIGSR以外のラミニンペプチドもがん細胞に作用する。

### 疾患とラミニン
ラミニンに関連する疾患は、遺伝子の欠失、変異といったラミニン自体の量的・質的異常による疾患と、ラミニンを標的抗原とする自己免疫性疾患に大別される。
ラミニンα2鎖の欠失やナンセンス変異は一部の先天性筋ジストロフィーの原因となる。ラミニンα3鎖の欠失により接合部型表皮水疱症をきたす。また、ラミニンα4鎖の欠失は毛細血管の形成不全をまねく。ラミニンβ2鎖の欠失は先天性ネフローゼ症候群や小瞳孔症といった特徴的な表現型を示すピアソン症候群(英:Pierson syndrome)をきたす。
自己免疫性疾患である類天疱瘡の一部で、ラミニンγ1鎖、ラミニン-332 を標的抗原とする自己抗体が検出され、病態との関連が検討されている。

### 幹細胞研究とラミニン
幹細胞を用いた再生医療の分野では、培養の際に用いられるフィーダー細胞や培地に添加される血清などの動物由来成分を排除することが、将来的な生体応用の面で急務とされている。2008年に2つのグループからES細胞をラミニン-511上で培養することに成功したとの報告がなされた。さらに前者のグループは、ラミニン-511上でのES細胞培養系において、培地中の夾雑成分を排除することにも成功しており、今後の発展が期待される。

## 医薬品・応用製品
- 抗がん剤：YIGSRペプチドでがんの転移を防ぐ。YIGSRを参照のこと。
- 抗がん剤：67kDaラミニンレセプター（67LR）が悪性度の高いがん細胞に高発現することを利用した抗がん剤の開発[46]。
- 抗菌ペプチド：多くの細菌がラミニンレセプターをもっていて、ヒトに感染する時、ヒトのラミニンとラミニンレセプターの相互作用に乗じてヒトに感染する。ラミニンあるいはラミニンの類似品（ミメティックス）を作ることで抗菌作用のあるバイオマテリアルを設計できる[47][48]。